# 我們現在不知道，將來也不知道

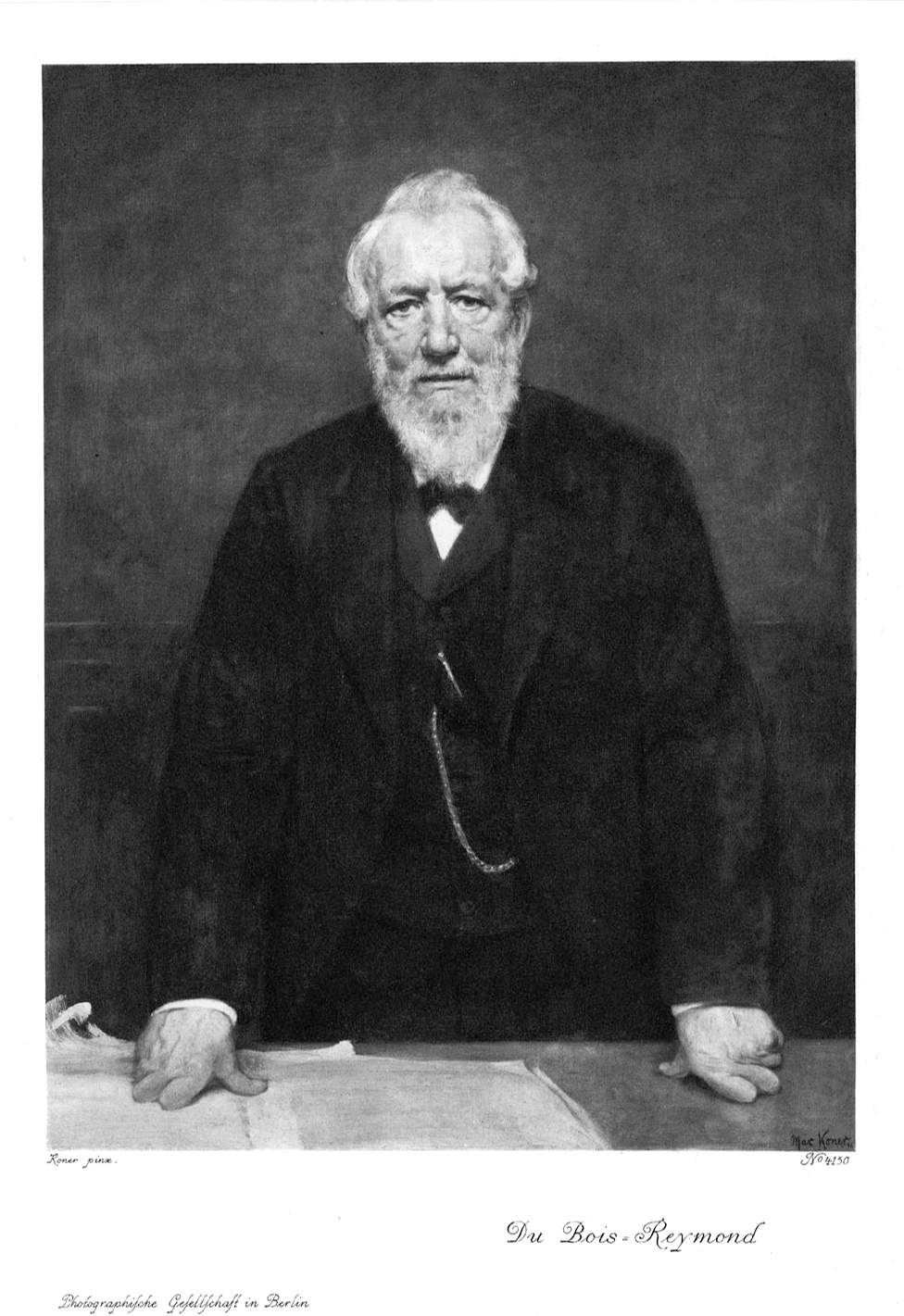
杜布瓦-雷蒙, (1818–1896), 格言 ignoramus et ignorabimus.的提倡者。Max Koner繪。

拉丁格言「ignoramus et ignorabimus」（英語：we do not know and will not know），中文譯為「我們現在不知道，將來也不知道。」代表認為科學知識有限的概念。在這個意義上，這句話的流傳是來自德國生理學家埃米尔·杜布瓦-雷蒙在1872年出版的著作 《關於自然知識的限制》（Über die Grenzen des Naturerkennens）。

## 背景

### 宇宙的七大謎題
杜布瓦-雷蒙1880年在普魯士科學院的一次著名演講中，討論到「宇宙的七大謎題」時，使用了「我們現在不知道，將來也不知道」這個片語。
他定義了七個「宇宙之謎」，宣稱其中三個是“超越”的，科學和哲學都不能解釋。 這三個謎題是：（一）物質和力量的最終性質；（二）運動的起源；（三）簡單感官的來源 ，關於這些謎題，杜布瓦-雷蒙認為「我們現在不知道，將來也不知道」。

### 希爾伯特的回應
大衛·希爾伯特認為這樣對人類知識和能力的概念太悲觀了，考慮不能解決的問題而自己限制自己的理解。1900年在巴黎數學家國際大會的一次演說中，希爾伯特表示人類的努力可以回答數學問題。他宣稱：“在數學中，沒有無知的人”。他和其他形式主義者在二十世紀初建立起數學基礎。
1930年9月8日，希爾伯特在德國科學家和醫師協會（Königsberg）的著名演講中詳細闡述了他的意見：
|  | 我們不能相信那些今天以哲學背景和審慎語調來預言文化的墮落，接受無知的。 對我們來說沒有不知道的，在我看來，在任何自然科學都沒有。 為了對抗愚昧無知，我們的口號是： 「我們必須知道 - 我們會知道（Wir müssen wissen — wir werden wissen）。」 |

### 社會學的回應
社會學家萊布尼茲討論了「不可知」，認為杜布瓦-雷蒙並不是真的對科學感到悲觀：
|  | 這實際上是一個令人難以置信的自信，以謙虛的面具掩飾科學的傲慢。 |